# 4294967297 (tal)
4294967297 är det naturliga talet som följer 4294967296 och som följs av 4294967298.

## Inom matematiken
- 4294967297 = 641 × 6700417 är det 5:e Fermattalet, det vill säga ett tal av formen {\displaystyle 2^{2^{n}}+1} där {\displaystyle n=5}.
- 4294967297 är det minsta Fermattalet som inte är ett primtal.
- 4294967297 är ett palindromtal i det binära talsystemet.
- 4294967297 är ett palindromtal i det kvarternära talsystemet.